# NGC 529
NGC 529 (другие обозначения — UGC 995, MCG 6-4-19, ZWG 521.23, HCG 10B, PGC 5299) — галактика в созвездии Андромеда. Открыта Джоном Гершелем в 1827 году, описывается Дрейером как «довольно яркий, очень маленький объект с неожиданно яркой серединой, западный из двух таких», причём «второй такой объект» — NGC 536.
Этот объект входит в число перечисленных в оригинальной редакции «Нового общего каталога».

## В составе групп галактик
Этот объект входит в состав групп галактик NGC 507, и Компактной группы Хиксона 10 (также называемой группой NGC 536), содержащей NGC 529, NGC 531, NGC 536 и NGC 542. В группе NGC 529 выделяется более сильным контрастом изображения, имеет слабый диск с сильным краем. В галактике наблюдаются слабые дуги по краям с диаметром более 150 000 световых лет, что может свидетельствовать о возможном слиянии в прошлом малой компактной галактики-спутника.